# Parametric Technology Corporation
PTC (Precedentemente Parametric Technology Corporation)
PTC Inc. è una società di software e servizi per computer fondata nel 1985 e con sede a Boston, Massachusetts. La società ha più di 7.000 dipendenti in 30 paesi, 1.150 partner tecnologici e fattura oltre 1 miliardo di dollari anno.
La società ha sviluppato nel 1988 il primo software CAD  (computer-aided design) di modellazione solida parametrico associativo Pro/ENGINEER e successivamente, sviluppa il suo approccio esclusivo al PLM con Windchill integrando i propri prodotti (Pro/ENGINEER Wildfire, Windchill ProjectLink, Windchill PDMLink, Arbortext e CoCreate, Mathcad e InSight) in un unico sistema flessibile e completo per lo sviluppo prodotto: il Product Development System (PDS)
Oggi PTC estende la gamma di prodotti e servizi con soluzioni leader di mercato a supporto dell'innovazione e dell'indiustria 4.0 con una piattaforma per lo sviluppo di soluzioni Internet of things (IoT) Thingworx e realtà aumentata (AR) Vuforia
Nel 2019 PTC acquisisce Onshape, la prima ed unica piattaforma di sviluppo prodotto SaaS (software as a service) in grado di essere eseguita su qualunque dispositivo connesso alla rete, senza la necessità di installare software.
Nel suo portafoglio oggi troviamo diverse linee di prodotto, ognuna dedicata ad una particolare esigenza. I prodotti sono spesso identificati e conosciuti con i nomi delle loro linee; esse sono:
CAD
- Creo Parametric
- Creo Elements DIrect
- Onshape
- Mathcad
- ProductView
- CADDS5

PLM
- Windchill
- Arbortext
- Integrity

IOT
- Thingworx
- Axeda
- Kepware

AR
- Vuforia
- Vuforia View
- Vuforia Chalk
- Vuforia Studio